# Пшибранувек
Пшибранувек (пол. Przybranówek) — село в Польщі, у гміні Александрув-Куявський Александровського повіту Куявсько-Поморського воєводства.
Населення — 151 особа (2011).
У 1975-1998 роках село належало до Влоцлавського воєводства.

## Демографія
Демографічна структура станом на 31 березня 2011 року:
|          | Загалом | Допрацездатний вік | Працездатний вік | Постпрацездатний вік |
| -------- | ------- | ------------------ | ---------------- | -------------------- |
| Чоловіки | 77      | 20                 | 44               | 13                   |
| Жінки    | 74      | 22                 | 34               | 18                   |
| Разом    | 151     | 42                 | 78               | 31                   |